# Balada (España)
Balada es una localidad española ubicada en los municipios de Amposta y San Jaime de Enveija, en la comarca del Montsiá, provincia de Tarragona, comunidad autónoma de Cataluña. 

## Situación
La distancia con el núcleo urbano de Amposta es de 9 kilómetros. El pueblo linda con las localidades de San Jaime de Enveija a 3 kilómetros y Deltebro, y se asienta sobre el margen derecho del río Ebro, cerca de la isla de Gracia (isla fluvial).
Está situado a 3 metros sobre el nivel del mar.

## Población
Cuenta con 10 habitantes (INE 2021), 2 en la parte correspondiente al municipio de Amposta y 8 en la correspondiente al municipio de San Jaime de Enveija.

## Lugares de interés
- El Gran Baladre. Se trata de un arbusto que se convirtió en árbol, y debido a sus extraordinarias dimensiones ha adquirido la categoría de Árbol Monumental de gran interés turístico.
- Puente sobre el Ebro hacia la isla de Gracia.

## Actividades económicas
- Cultivo de arroz.
- Pesca.